# Oedothorax asocialis
Oedothorax asocialis là một loài nhện trong họ Linyphiidae.
Loài này thuộc chi Oedothorax. Oedothorax asocialis được Jörg Wunderlich miêu tả năm 1974.